# Antōnīs Kōnstantinidīs
Antōnīs Kōnstantinidīs (in greco Αντώνης Κωνσταντινίδης?; Nicosia, 24 ottobre 1974) è un allenatore di pallacanestro ed ex cestista cipriota.

## Palmarès

### Allenatore
- Lega Balcanica: 1

Pristina: 2015-16
- Campionato cipriota: 3

ETHA Engomis: 2010-11, 2011-12
APOEL Nicosia: 2013-14
- Campionato kosovaro: 1

Pristina: 2015-16
- Coppa di Cipro: 1

ETHA Engomis: 2011
- Coppa del Kosovo: 1

Pristina: 2015-16
- Supercoppa di Cipro: 1

ETHA Engomis: 2012